# Momentum (Hongarije)
De Momentum-beweging (Hongaars: Momentum Mozgalom) is een Hongaarse centristische politieke partij, opgericht in maart 2017. Zij kreeg nationale bekendheid als politieke vereniging in januari 2017 na het organiseren van een petitie over het bod van Boedapest op de Olympische Zomerspelen van 2024, waarin werd opgeroepen tot een referendum over deze kwestie. De petitie, die meer dan 266.151 handtekeningen heeft verzameld, was succesvol, maar de regering annuleerde het olympische bod voordat een referendum kon worden gehouden. Na de oprichting als politieke partij bouwde Momentum snel een nationale aanhang op en heeft momenteel ongeveer 4.000 leden.
Kandidaten voor de partij verschenen in de meeste kiesdistricten op het kiesbiljet tijdens de Hongaarse parlementsverkiezingen van 2018. De kandidaten pleitten voor de vervanging van de regering van Viktor Orbán en politieke verandering in het land. De partij behaalde 3,06% van de stemmen, lager dan de kiesdrempel van 5%. Hierdoor kregen ze geen zetels in het Hongaars parlement. De partij wordt echter wel algemeen beschouwd als de sterkste buitenparlementaire partij in Hongarije en is vaak betrokken bij de organisatie van politieke evenementen en demonstraties.
Bij de verkiezing van het Europees Parlement in 2019 in Hongarije behaalde de partij 9,86% van de stemmen en werd zij de op twee na grootste partij bij de verkiezingen. Twee kandidaten van de partij - Katalin Cseh en Anna Júlia Donáth - werden gekozen tot lid van het Europees Parlement. De verkiezing was voor de oppositie een keerpunt, waarbij Momentum en de Democratische Coalitie de rol van grootste oppositiepartijen overnamen van de noodlijdende Hongaarse Socialistische Partij.
Voor de parlementsverkiezingen in 2022 is Momentum een van de partijen die deel uitmaken van een gezamenlijke lijst tegen Fidesz.

## Politieke standpunten
Momentum pleit voor vervanging van de huidige Hongaarse politieke elite, waaronder de regering van Viktor Orbán, door een "nieuw soort politieke gemeenschap in Hongarije". De partij is over het algemeen pro-Europees, pro-globalisering en anti-Poetin, en beweert dat Hongarije zijn eigen belangen niet hoeft op te offeren om zijn verplichtingen jegens de Europese Unie na te komen. De maatschappelijke opvattingen van de partij zijn grotendeels progressief van aard; zij ondersteunt het homohuwelijk, de decriminalisering van cannabis en abortusrechten. Momentum noemt zichzelf niettemin een centristische partij en verwerpt classificatie aan weerszijden van het politieke spectrum. Het roept op tot samenwerking in de Hongaarse oppositie en schrijft in zijn missieverklaring dat Hongarije "niet mag worden verdeeld door ideologische veldslagen, maar moet worden samengebracht door gemeenschappelijke doelen."

## Geschiedenis
Begin 2015 werd de Momentum Movement-groep opgericht door tien Hongaren. Op 3 november 2016 registreerde de groep zich als vereniging onder leiding van advocaat Dániel Károly Csala. In februari 2017 leidde de vereniging een referendum over het bod van Boedapest op de Olympische Zomerspelen van 2024: toentertijd hadden ze 143 leden en 1.800 activisten. Op 4 maart 2017 werd Momentum Movement een officiële politieke partij, met 99 oprichtende leden.
Op 5 mei 2018 trad de president van de partij af en namen de drie directeuren van de partij tijdelijk het leiderschap over. In april 2019 stond de partij geregistreerd voor de Europese Parlementsverkiezingen in 2019. Op 26 mei 2019 behaalde de partij 9,86% van de stemmen en bereikte daarmee de kiesdrempel van 5%: twee kandidaten van de partij werden verkozen tot Europees Parlement.

## Organisatiestructuur

### Organisatiehubs
Momentum heeft 95 organisatorische hubs in heel Hongarije, evenals tien internationale hubs in Duitsland, Oostenrijk, Nederland, het VK, België, Frankrijk, Denemarken en Zweden.

### Organisatiestructuur
De werking van Momentum wordt gecontroleerd door een raad van vijf leden, waaronder de partijvoorzitter, terwijl het Congres van Afgevaardigden ( Hungarian Küldöttgyűlés) fungeert als het primaire besluitvormingsorgaan van de partij.